# Avanafilo
Avanafilo es un medicamento indicado en el tratamiento de la disfunción eréctil.

## Dosis y presentación
Se presenta en forma de comprimidos de 50, 100 y 200 mg.

## Mecanismo de acción
Es un inhibidor de la fosfodiesterasa tipo 5, por lo que está química y farmacológicamente relacionado con otros medicamentos de su misma familia, entre ellos el sildenafilo, el vardenafilo y el tadalafilo.

## Efectos secundarios
Los efectos secundarios observados con más frecuencia son dolor de cabeza, rubor facial, congestión nasal y dolor en la región dorsal. No debe emplearse en pacientes que presenten angor pectoris, insuficiencia cardiaca o pérdida de visión por neuropatía óptica isquémica.